# 懷德納 (阿肯色州)
懷德納（英語：Widener）是一個位於美國阿肯色州聖弗朗西斯縣的城鎮。

## 地理
懷德納的座標為35°01′25″N 90°41′02″W / 35.02361°N 90.68389°W，而該地的平均海拔高度為64米（即210英尺）。

## 人口
根據2020年美國人口普查的數據，懷德納的面積為1.41平方千米，皆為陸地。當地共有人口212人，而人口密度為每平方千米150人。